# Czarnogórska czapka

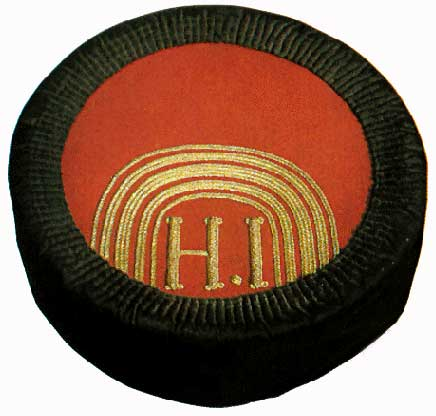
Czarnogórska czapka króla Mikołaja I Petrowića-Niegosza

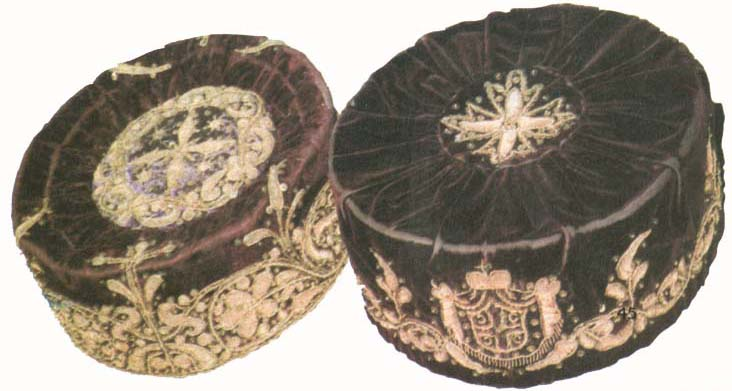
Czapka czarnogórska, którą nosił król Mikołaj I (po prawej) i jego żona Milena Czarnogórska

Czarnogórska czapka (czarnogórski: Црногорска капа / Crnogorska kapa) – czapka tradycyjnie noszona przez Czarnogórców i mniejszość serbską w Czarnogórze.

## Wzornictwo i symbolika
Czapka ma kształt płaskiego cylindra, górna jej powierzchnia jest koloru czerwonego i nazywana jest przez Czarnogórców tepelakiem. Ta część czapki przypomina noszone w Hercegowinie i w chorwackim regionie Lika. Czarnogórski władca i biskup Piotr II Petrowić-Niegosz nosił górną część z czarną obwódką i ta była zwana derevija